# 7638 Gladman
7638 Gladman è un asteroide della fascia principale. Scoperto nel 1984, presenta un'orbita caratterizzata da un semiasse maggiore pari a 2,5393637 UA e da un'eccentricità di 0,3141849, inclinata di 6,83005° rispetto all'eclittica.
L'asteroide è dedicato all'astronomo canadese Brett James Gladman.